# 木口信之
木口 信之（きぐち のぶゆき、1952年10月20日 - ）は、日本の裁判官、公証人。東京都出身。鹿児島地方・家庭裁判所所長、広島高等裁判所部総括判事（刑事第1部）、名古屋高等裁判所部総括判事(刑事第2部)を経て、日本橋公証役場公証人、学習院大学特別招聘教授。東京大学卒業。

## 経歴
- 1975年　司法修習生
- 1977年　東京地方裁判所判事補任官
- 1985年　盛岡地方・家庭裁判所判事補
- 1988年　東京地方裁判所判事
- 1991年　札幌高等裁判所判事職務代行
- 1995年　最高裁判所調査官
- 1999年　東京高等裁判所判事
- 2000年　東京地方裁判所部総括判事（刑事11部）
- 2004年　東京地方・家庭裁判所八王子支部部総括判事
- 2006年　横浜地方裁判所部総括判事（第三刑事部）
- 2010年　鹿児島地方・家庭裁判所所長
- 2012年　広島高等裁判所部総括判事（刑事第1部）
- 2014年　名古屋高等裁判所部総括判事（刑事第2部）
- 2015年10月6日 依願退官
- 2016年1月4日 日本橋公証役場公証人

## 担当訴訟
- ロッキード事件丸紅ルート（陪席判事）
- リクルート事件労働省ルート（陪席判事）

| スタブアイコン | サブスタブ | この項目は、まだ閲覧者の調べものの参照としては役立たない、人物に関連した書きかけの項目です。この項目を加筆・訂正などしてくださる協力者を求めています（P:人物伝/PJ:人物伝）。 |